# Sporosarcina pasteurii
Sporosarcina pasteurii a według starszej taksonomii Bacillus pasteurii – bakteria posiadająca zdolność wytrącania kalcytu i zestalania piasku w środowisku zawierającym wapń oraz mocznik. Proces ten nazywany jest biologiczną cementacją. S. pasteurii jest postrzegana jako hipotetyczny, ekologiczny materiał konstrukcyjny.

## Możliwe zastosowania

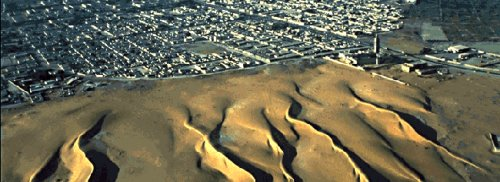
Przykład pustynnienia, wydmy w Nawakszucie, stolicy Mauretanii

W 2008 roku student architektury Magnus Larsson dostał Nagrodę Holcim, w kategorii „Następne pokolenie” za swòj projekt wydmy nadającej się do zamieszkania – „Dune anti-desertification architecture, Sokoto, Nigeria”.
Innym potencjalnym zastosowaniem jest zestalanie gleb zdolnych do przechodzenia w stan płynny w rejonach zagrożonych trzęsieniami ziemi.